# Sanchey
Sanchey é uma comuna francesa na região administrativa do Grande Leste, no departamento de Vosges. Estende-se por uma área de 5.51 km². Em 2010 a comuna tinha 979 habitantes (densidade: 177,7 hab./km²).